# Turmruine Sarmingstein
Die Turmruine Sarmingstein ist Teil einer historischen Mautstelle in Sarmingstein in der Gemeinde St. Nikola an der Donau im Bezirk Perg in Oberösterreich, mit der die Donaubegleitstraße und der Donaustrom überwacht wurden. Der Turm ist überregional bedeutend als einer der letzten erhaltenen mittelalterlichen Mauttürme an der Donau. Er steht unter Denkmalschutz (Listeneintrag).
Die nahe Burgruine Sarmingstein, lange Zeit und irrtümlich oft mit Burgruine Säbnich gleichgesetzt, erhielt sich auf einer bewaldeten Felskuppe direkt über dem Ort Sarmingstein östlich und abgesondert von der Turmruine.
Turm und Burg wurden an einer strategisch wichtigen Stelle errichtet. Sie waren Teil eines alten Maut- und Sicherungssystems im oberösterreichischen Strudengau mit mehreren Befestigungsanlagen entlang der Donau.
Diese mehrheitlich am Nordufer in Oberösterreich gelegenen Burgen und Türme waren (von West nach Ost): Kosenburg, Greinburg (jüngerer Verwaltungsmittelpunkt), Wörth, Werfenstein (ursprünglicher Verwaltungsmittelpunkt), Helchenburg, Hausstein, Langenstein, Pain, Mautturm und Burg Sarmingstein.
Am Südufer in Niederösterreich gelegen gibt es etwa gegenüber Sarmingstein einen namenlosen Burgstall. Es könnte sich um ein Gegenwerk der Sarmingsteiner Mautstelle handeln. Weitere Burgen am Südufer sind Freyenstein und all die anderen.

## Lage
Die Turmruine der Mautstelle liegt auf einem Hang 20 m über der Donau neben der Donaustraße B3 (früher Hauderer-Straße genannt) im westlichen Ortsteil von Sarmingstein zwischen den Häusern Sarmingstein Nr. 7 und Nr. 9. Grundstück Nr. 682. Davor führt die Donaustraße B3 vorbei. Ziemlich genau Im Bereich der Straße stand früher das historische Mauthaus (Schiffmeisterhaus). Nochmals davor gibt es noch immer ein Stück befestigtes Ufer (private Grünfläche). In diesem Uferbereich war früher der Innenhof der Basteianlage. Grundstück Nr. 684.

„Salblingstein [Sarmingstein], ein Marktflecken an der Donau, unterhalb von Grein, im Machlandviertel, und Land ob der Enns [Oberösterreich], mit Obrigkeit in das Kloster Waldhausen gehörig. Der Aufschlag aber allda, oder die Maut [Mautstelle] wegen der heraufgehenden Wein [Weinlieferungen]. Ist E.E. Landschaft in Oberösterreich, und [es] scheiden sich nicht weit von diesem Ort beide Länder Österreich unter und ob der Enns“

## Geschichte
Der noch bestehende Turm wurde 1488 im Auftrag von Kaiser Friedrich III. von den Gebrüdern Prueschenk errichtet. 1513 musste der Burggraf Heinrich Prueschenk den Turm an das Kloster Waldhausen abtreten, er selbst hielt sich zumeist in der Greinburg auf. Auf Befehl von König Ferdinand I. wurde das Festungswerk 1538 von Propst Conrad von Waldhausen mit Basteien versehen. Es diente als Ersatz für die bereits zur Ruine gewordene Burg Werfenstein, die seinerzeit zur Überwachung der Donau diente. 1602 ließ Propst Parthenreuter von Waldhausen das Mauthaus erneuern. Im 17. Jahrhundert wurde der funktionslos gewordene Turm zur Ruine.
1832 wurden der Turm und die Bastei von der Familie Schalberger erworben. Felssprengungen für den Bau der Eisenbahn 1905–1908 schädigten den Turm, er wurde etwa zur Hälfte abgetragen. Mit dem Material befüllte man das Turminnere. 1957 folgte der Abbruch des bis dahin denkmalgeschützten historischen Mauthauses, also des Schiffmeisterhauses mit Hausnummer Sarmingstein Nr. 8, mit seinem Torbogen von 1602, seinen malerischen 4 Scharwachttürmchen und seiner aufgemalten Sonnenuhr. 1968 kam auf den Turm eine Aussichtsplattform. 2013 stürzten Teile der Mauerschale herab. Auch Straße und benachbarte Häuser mussten vorübergehend gesperrt werden.

## Beschreibung
Der Turm, Durchmesser ~10 m, ist der Rest einer Basteianlage (Straßen- und Stromsperre), mit der der Verkehr entlang der Donau auf der Hauderer-Straße (Donaustraße B3) und auf der Donau selbst überwacht und Maut eingehoben wurde. Vom Turm führten schräg verlaufende Mauern zur hohen Umfassungsmauer der Basteianlage an der Donau hinunter. Alte Ansichten von Albrecht Altdorfer 1511, Wenzel Hollar 1644, Matthäus Merian 1649 und Jakob Alt 1817 überliefern uns vorzüglich die Details. Die Basteianlage war von hohen Mauern umgeben, sie besaß einen größeren Innenhof zur Donau hin, daneben stand das Mauthaus (Schiffmeisterhaus), und natürlich gab es Tordurchlässe zu den Straßen hin. Bis heute erhalten und zu sehen blieben der verkürzte Turm und Teile der schrägen Mauer. Keine Spuren gibt es mehr vom Mauthaus (Schiffmeisterhaus) und der Basteianlage am Ufer.
Der Turm ist einer der letzten erhaltenen mittelalterlichen Mauttürme an der Donau. Er findet sich auch im Marktwappen von Sarmingstein, das Kaiser Maximilian II. dem Markt am 19. November 1572 verlieh.
Der Turm ist nun auch Aussichtsturm. Touristisch erreichbar ist er über einen Fußweg. Wegausgangspunkt ist die Sarmingbachstraße L575. Der Weg führt von der Stiege bei der Eisenbahnunterführung bzw. Haus Sarmingstein Nr. 16 nach Westen zum Turm. Weglänge 250 m.

## Bildergalerie

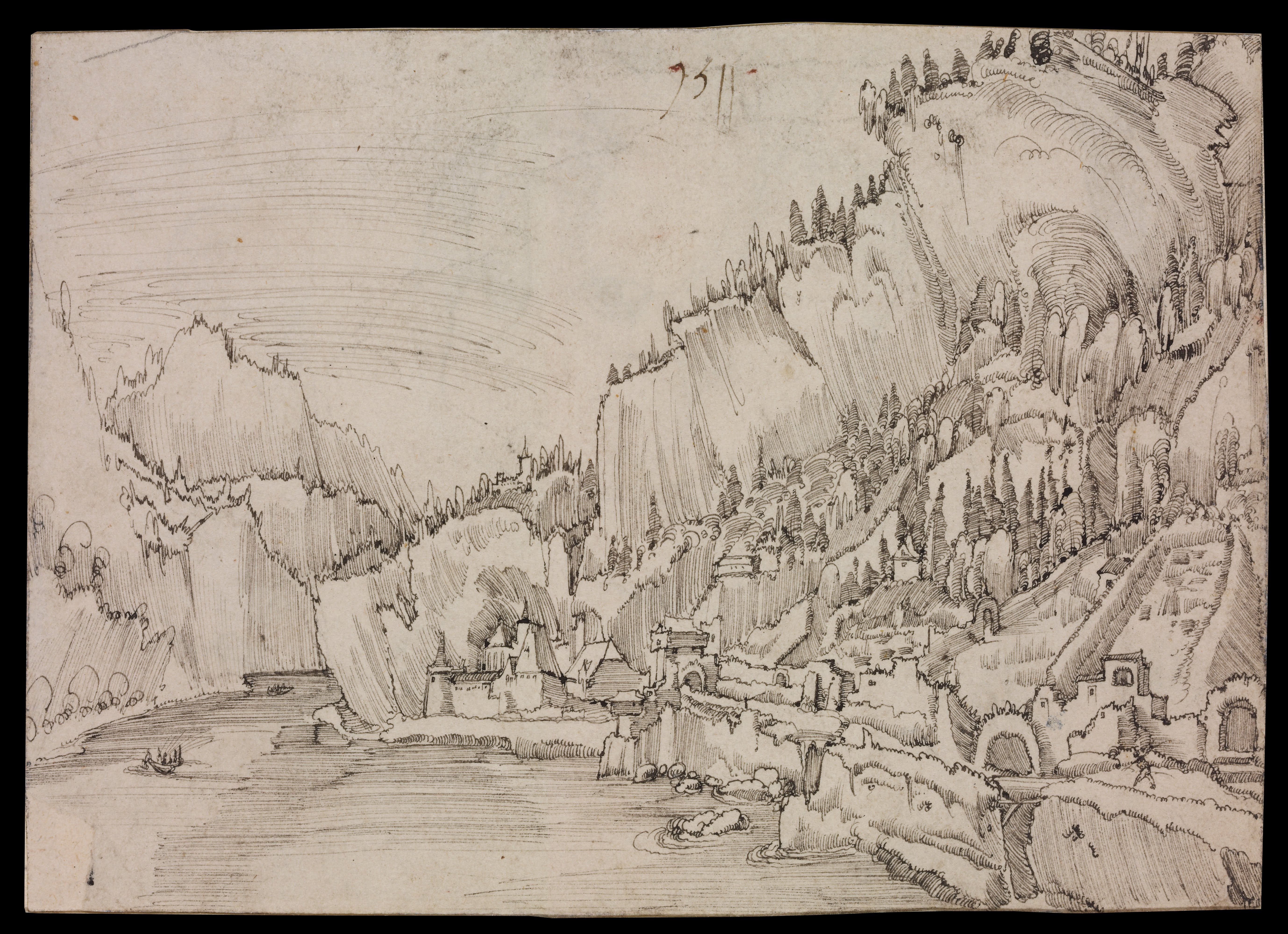
Sarmingstein 1511. Federzeichnung von Albrecht Altdorfer
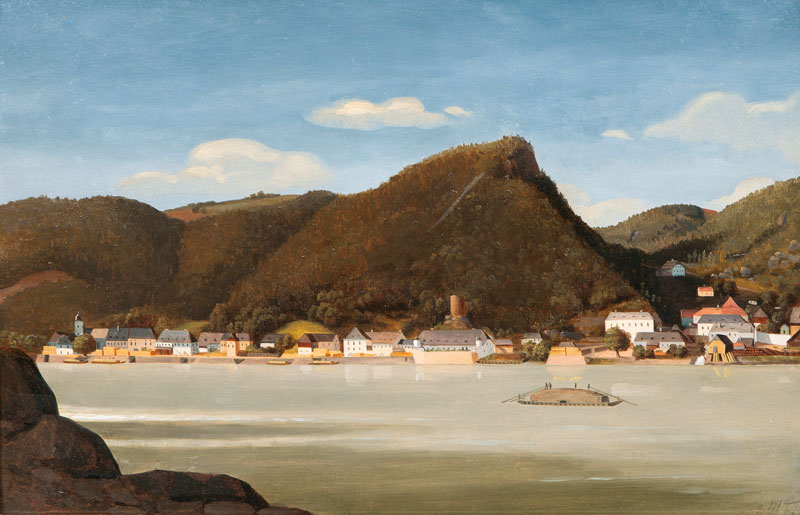
Sarmingstein 1817. Ölmalerei von Jakob Alt
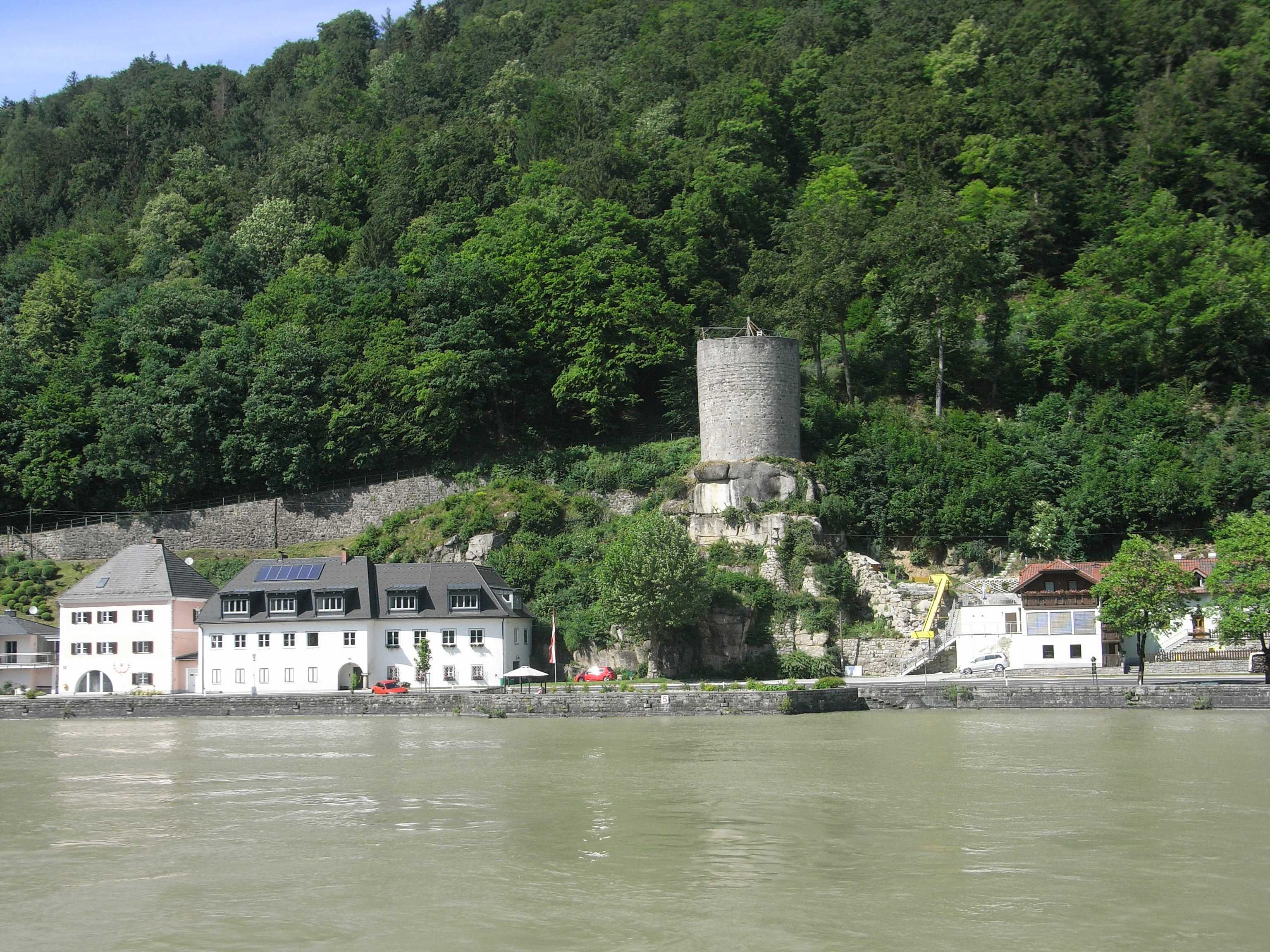
Mautturm. Davor die Donau
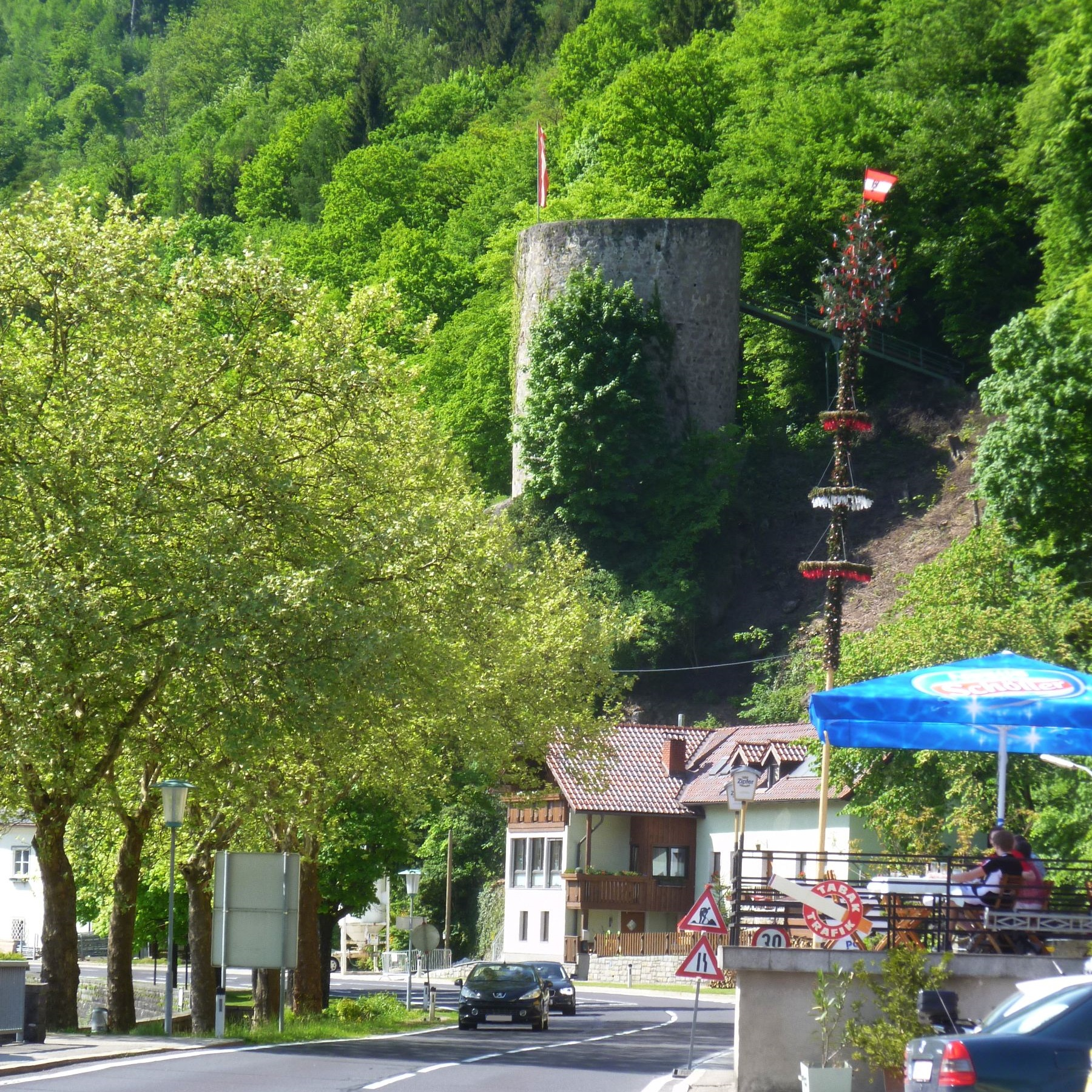
Mautturm. Davor die Donaustraße B3